# Medicon Valley
Medicon Valley er et af de vigtigste vækstområder indenfor bioteknologi og farmaceutika i Europa, der spænder over Øresundsregionen i det østlige Danmark og det sydlige Sverige. Det er en af Europas førende medicinalklynger, hvor en lang række medicinalvirksomheder og forskningsinstitutioner ligger inden for en meget lille geografisk område. Navnet er inspireret af Silicon Valley i USA. Medicon Valley er et forsøg på at forbinde den akademiske verden, hospitaler og biotechvirksomheder i Øresundsregionen. Projektet støttes økonomisk af bl.a. regionerne i Storkøbenhavn, Sjælland i Danmark og Skåne i Sverige.
I 1997 stiftedes Medicon Valley Academy, som samler over 300 virksomheder og forskningsmiljøer et netværk. Netværket ændrede navn i 2007 til  Medicon Valley Alliance.
Området inkluderer 12 universiteter, 32 hospitaler og mere end 300 biotech-virksomheder. Bioteknologi industrien beskæftiger omkring 40.000 mennesker i regionen, hvoraf 4000 er akademiske forskere.
Internationale virksomheder med betydningsfulde forskningscentre i regionen inkluderer Novo Nordisk, Lundbeck, LEO Pharma, Ferring Pharmaceuticals, Zealand Pharma og AstraZeneca, mens den akademiske verden bl.a. er repræsenteret gennem en lang række fakulteter fra Københavns Universitet, Lund Universitet, Malmø Universitet og Danmarks Tekniske Universitet (DTU).
Medicon Valley har været kritiseret for ikke at kunne tiltrække nok kapital til specielt de mindre virksomheder i alliancen.
I maj 2014 indgik Medicon Valley Alliance en samarbejdsaftale med en lignende klynge indenfor bioteknologi i Boston.
Medicon Valley regionen er kendt for dets videnskabelige styrker i områderne: neurologiske lidelser, inflammatoriske sygdomme, dermatologi, infertilitet (ufrivillig barnløshed) cancer og diabetes.